# Sergi Mas (documental)
Sergi Mas és un curtmetratge documental del 2017 dirigit i produït per Hector Mas, net de l'artista Sergi Mas i membre del col·lectiu Ull-Nu. Aquest projecte audiovisual es va iniciar el 2016 per encàrrec de la Societat Andorrana de Ciències i va rebre una subvenció del Govern d'Andorra.
El curtmetratge és un retrat intimista i personal de l'artista Sergi Mas i Balaguer a partir de la mirada del seu net i director de l'obra, Hector Mas. Es van enregistrar 40 hores de gravació que es van condensar en els 25 minuts que dura la peça. El fil argumental de l'obra és la resposta a una pregunta: quina és la línia que separa l'artista de l'artesà?
L'estrena del documental va tenir lloc al Teatre Comunal d'Andorra la Vella el 24 de gener del 2017.